# Tennispaviljongen

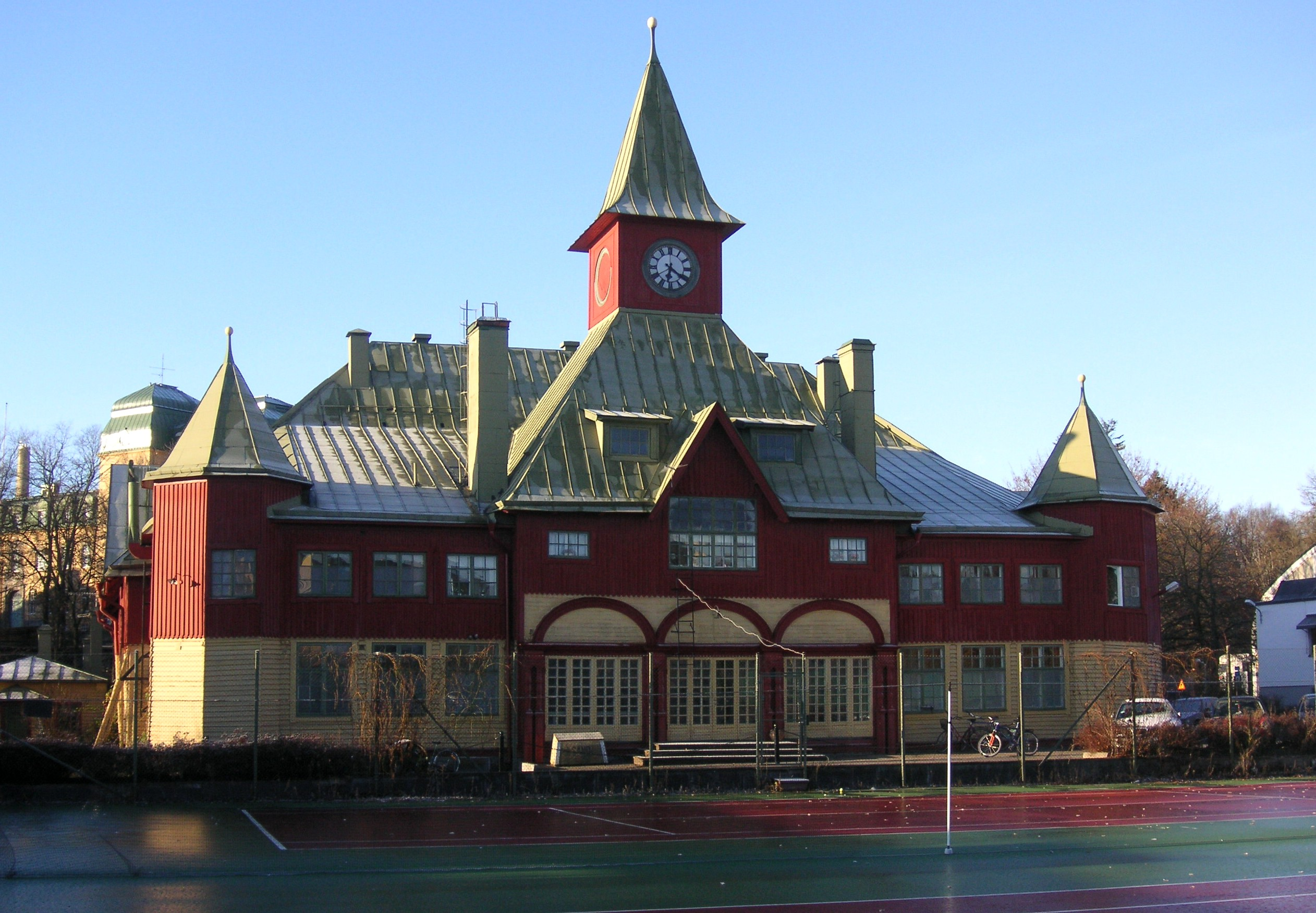
Tennispaviljongen, 2007.

Tennispaviljongen är en byggnadsminnesmärkt tennishall på Norra Djurgården i Stockholm som uppfördes vid den nyanlagda Stockholms idrottspark 1896, men flyttades 1911 ett hundratal meter till nuvarande plats intill Södra Fiskartorpsvägen 20.
Byggnaden ligger inom Tennisstadions område, och kallas även dess C-hall.

## Arkitektur
Tennispaviljongen restes efter ritningar av arkitekten Gustaf Améen vilka bearbetats av hans kolleger Fredrik Lilljekvist och Rudolf Arborelius. Dess utformning är starkt nationalromantiskt inspirerad. Träbyggnaden består av två parallella skepp med takljus, däremellan reser sig ett "kyrktorn" mot entrésidan. Höga gavlar inramar stora, högt placerade fönster till tennisbanorna. Tennispaviljongen liknar en stor villa från sekelskiftet 1900 och gestaltades av arkitekterna i samma anda som byggnaderna på Stockholmsutställningen 1897.

## Historik

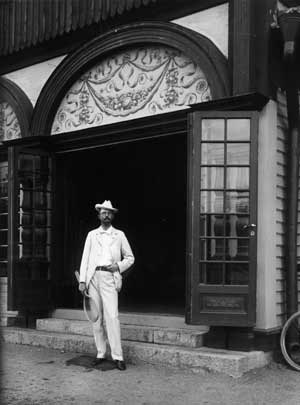
Gustaf V framför Tennispaviljongen

Paviljongen byggdes ursprungligen 1896, samma år som Stockholms idrottspark invigdes på nuvarande Stockholms stadions plats. Vid sidan om Stockholms idrottspark fanns två tennisplaner och två större paviljonger, varav Tennispaviljongen var den östra och inrymde bland annat två täckta tennisplaner med trägolv. Den västra paviljongen kallades "Skridskopaviljongen", och innehöll bland annat en större samlingshall.
Stockholms idrottspark revs 1910 för att ge plats för Stockholms stadion som byggdes till olympiska sommarspelen 1912. Tennispaviljongen monterades då ner och flyttades till sin nuvarande plats vid Fiskartorpsvägen. Paviljongen återinvigdes året därpå.
Under 1970-talet renoverades C-hallen med bidrag från Wallenbergstiftelsen och Riksantikvarieämbetet. 1983 utnämndes C-hallen till byggnadsminne. Till 100-årsjubileet 1996 målades hela byggnaden om.

## Tennispaviljongen och Olympiska spelen i Stockholm 1912
Olympiska spelen i Stockholm öppnades redan söndagen den 5  maj med en inomhusturnering i tennis i Tennispaviljongen. Klockan 13:15 slogs den första serven av Carl Kempe i en match med J. Heinz från Böhmen. Kempe vann denna match, och tog så småningom silver i herrdubbel inomhus.tillsammans med Gunnar Setterwall. I publiken i öppningsmatchen bland andra Gustav V. Herrsingelsegrare blev fransmannen André Henri Gobert. Under Olympiska spelens huvudperiod spelades även tennis på utomhusbanor.